# 40 años
40 años es un álbum recopilatorio lanzado por Marco Antonio Solís el 2 de septiembre del 2016. Este álbum celebra 40 años de su histórica carrera musical como artista. También incluye canciones de su anterior grupo Los Bukis.

## Lista de canciones
Todas las canciones escritas y compuestas por Marco Antonio Solís excepto el sencillo de El Perdedor por su dueto con Enrique Iglesias

| Disco 1 |                                            |          |  |
| N.º     | Título                                     | Duración |  |
| 1.      | «El perdedor» (featuring Enrique Iglesias) | 3:14     |  |
| 2.      | «Que pena me das»                          | 4:10     |  |
| 3.      | «Se va muriendo mi alma»                   | 4:34     |  |
| 4.      | «Sigue sin mí»                             | 4:00     |  |
| 5.      | «Si te pudiera mentir»                     | 4:24     |  |
| 6.      | «El peor de mis fracasos»                  | 4:14     |  |
| 7.      | «A que me quedo contigo»                   | 3:19     |  |
| 8.      | «Si no te hubieras ido»                    | 4:49     |  |
| 9.      | «O me voy o te vas»                        | 4:49     |  |
| 10.     | «Recuerdos, tristeza y soledad»            | 4:30     |  |
| 11.     | «Sin lado izquierdo»                       | 4:20     |  |
| 12.     | «Mi mayor sacrificio»                      | 4:04     |  |
| 13.     | «Si me puedo quedar»                       | 3:42     |  |
| 14.     | «Más que tu amigo»                         | 3:32     |  |
| 15.     | «Tu hombre perfecto»                       | 4:23     |  |
| 16.     | «La venia bendita»                         | 3:13     |  |
| 17.     | «¿A dónde vamos a parar?»                  | 3:48     |  |
| 18.     | «Tres semanas»                             | 3:40     |  |

| Disco 2 |                               |          |  |
| N.º     | Título                        | Duración |  |
| 1.      | «Tu cárcel»                   | 3:35     |  |
| 2.      | «Como fui a enamorarme de ti» | 4:33     |  |
| 3.      | «A donde vas»                 | 4:05     |  |
| 4.      | «Acepto mi derrota»           | 4:11     |  |
| 5.      | «Mi mayor necesidad»          | 4:09     |  |
| 6.      | «Necesito una compañera»      | 3:59     |  |
| 7.      | «Me volví a acordar de ti»    | 3:30     |  |
| 8.      | «A donde vayas»               | 3:31     |  |
| 9.      | «Mi fantasía»                 | 3:31     |  |
| 10.     | «Presiento que voy a llorar»  | 3:30     |  |
| 11.     | «Viva el amor»                | 3:58     |  |
| 12.     | «Si me recuerdas»             | 4:37     |  |
| 13.     | «Como me haces falta»         | 4:00     |  |
| 14.     | «Ya no te vayas»              | 4:12     |  |
| 15.     | «El celoso»                   | 3:27     |  |
| 16.     | «Yo te necesito»              | 3:01     |  |
| 17.     | «Quiéreme»                    | 4:11     |  |
| 18.     | «Te esperaré»                 | 3:42     |  |
| 19.     | «Morenita»                    | 2:46     |  |
| 20.     | «Y ahora te vas»              | 3:58     |  |

## Posicionamiento en listas
| Listas (2016)                     | Posición |
| --------------------------------- | -------- |
| Estados Unidos (Top Latin Albums) | 2        |
| Estados Unidos (Latin Pop Albums) | 3        |